# Panorama van de Slag bij Murten

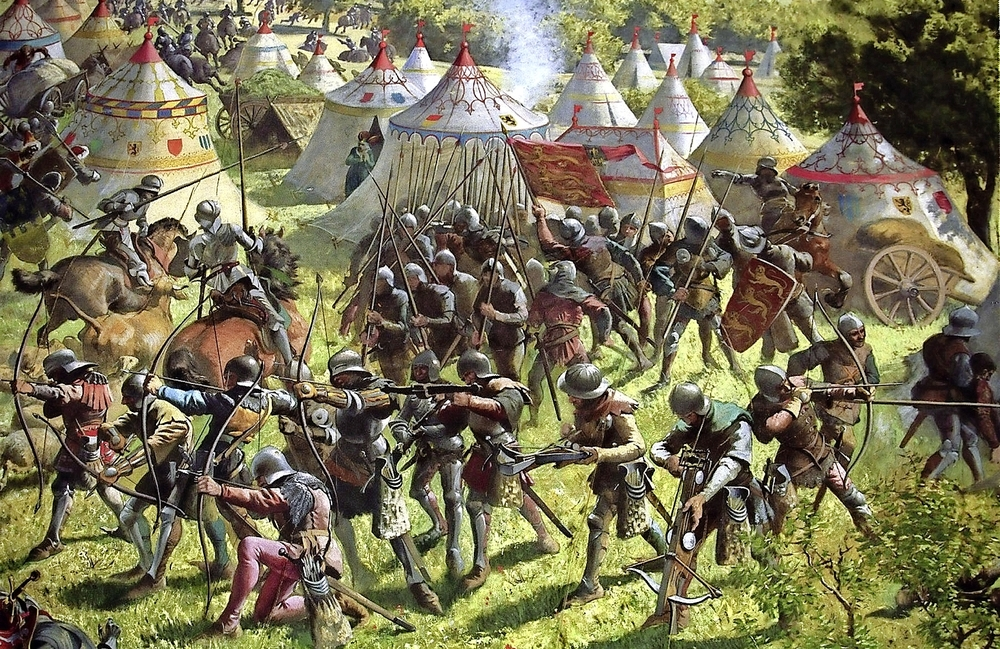
Panorama van de Slag bij Murten (detail)

Het panorama van de Slag bij Murten (Frans: Panorama de la Bataille de Morat) is een cilindervormig schilderij dat in 1893/94 door de Duitse schilder Louis Braun (1836-1916) in München werd geschilderd en zich anno 2020 in een depot in Murten (Frans: Morat) bevindt.

## Geschiedenis
Het panorama van de Slag bij Murten werd in 1893/94 binnen tien maanden tijd in München geschilderd. Louis Braun onderhield hier op de Theresienhöhe een atelier ter grootte van een panoramagebouw en had daar een hele staf van schilders en assistenten in dienst die voor hem werkten. Zelf was hij een beroemd kunstschilder bekend om zijn schilderijen van veldslagen en ruiters. Het panoramaschilderij toont de Slag bij Murten die op 22 juni 1476 vlak bij Murten plaats vond. Het doek meet ongeveer 10 bij 100 meter en weegt anderhalve ton. Het panoramaschilderij werd vanaf 27 augustus 1894 in een speciaal daarvoor gebouwd panoramagebouw in Zürich, de Rotunde am Utoquai, tentoongesteld. Hier was het drie jaren lang te bezichtigen. Daarna werd het van 1897 tot 1905 in het Grand Panorama de la Jonction in Genève getoond. In 1905 kwam het schilderij terug naar Zürich waar het nog tot 1918 te bezichtigen was.
Nadat het panorama in 1919 was gesloten werd het panoramaschilderij voor een goedkope prijs aan de gemeente Murten verkocht maar daar niet opgehangen. Het panoramagebouw in Zürich werd in een autogarage omgebouwd en in 1928 gesloopt. Het panoramaschilderij werd sinds 1924 opgerold in Murten bewaard. Belangstellenden konden het alleen nog maar bezichtigen door zich het doek in gedeelten te laten uitrollen.
Aan het einde van de 20e eeuw bezon men zich op de waarde van het panoramaschilderij. Van 1996 tot 2002 werd het in Berlijn gerestaureerd en na meer als 80 jaar weer volledig getoond op de Zwitserse tentoonstelling Expo.02 in de Monoliet van de Franse architect Jean Nouvel aan de oever in het meer van Murten. Uit kostenoverwegingen werd het zogenoemde faux terrain weggelaten. Daarna verdween het schilderij weer, opgerold op drie cilinders, in een legerdepot in Murten. Er bestaan plannen in Bern een panoramagebouw te bouwen, waar het schilderij permanent kan worden getoond.

## Verdere panorama's van Louis Braun
Louis Braun heeft acht panorama's geschilderd, op een na zijn ze in de loop der tijd vernietigd of verloren gegaan. Het enige bewaard gebleven panoramaschilderij is dat van de Slag bij Murten. Verdere panorama's van zijn hand waren:
- Slag bij Sedan (1879/80, tentoongesteld in Franfurt am Main)
- Slag bij Wissembourg (1882, tentoongesteld in München)
- Bestorming van Saint-Privat (1883, tentoongesteld in Dresden)
- Cavalerie-aanval op Mars-la-Tour, ook Bredow's dodenrit genoemd (1884, tentoongesteld in Leipzig)
- Panorama van de Duitse koloniën (1885 samen met Hans von Petersen, tentoongesteld in Berlijn, Dresden en München)
- Slag bij Villiers-Champigny (1888, tentoongesteld in Stuttgart)
- Slag bij Lützen (1892, tentoongesteld in Neurenberg)

### Panoramaschilderij (details)

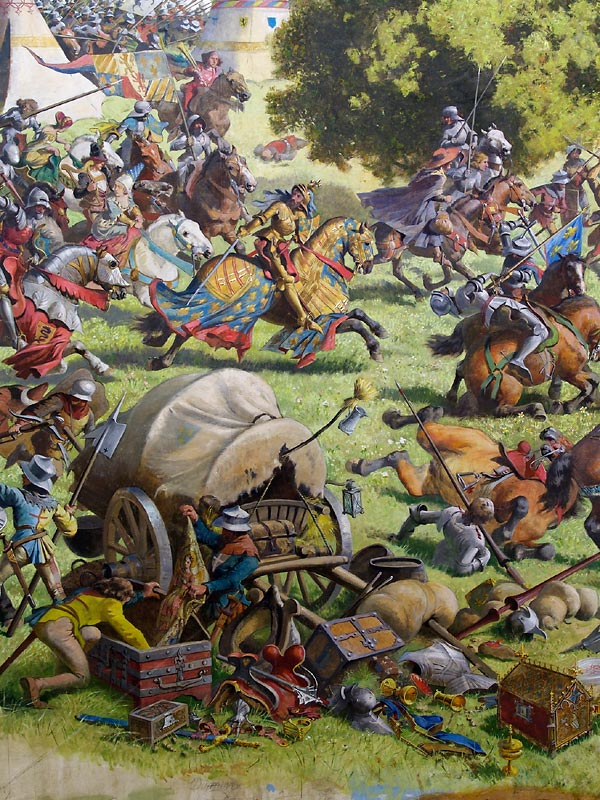
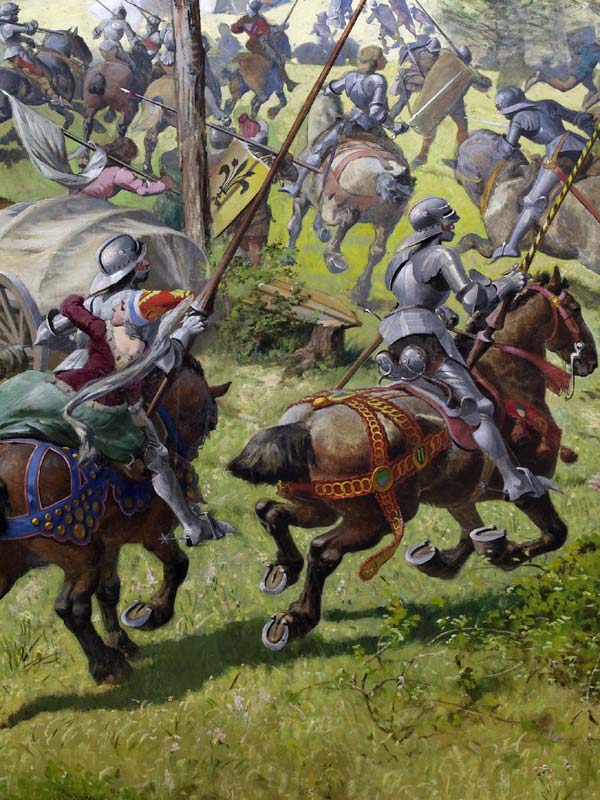
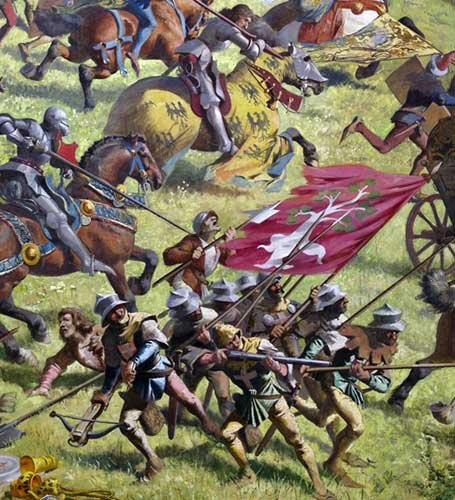
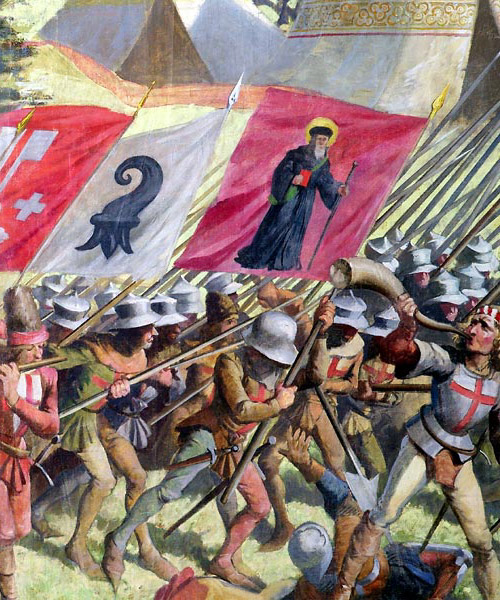

## Afbeeldingen

### Panoramagebouwen

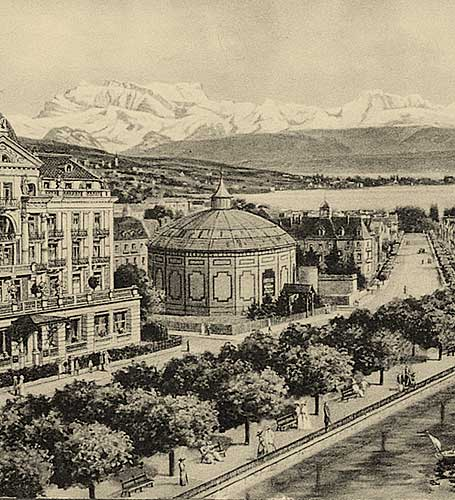
Rotunde am Utoquai in Zürich (1894-1928)
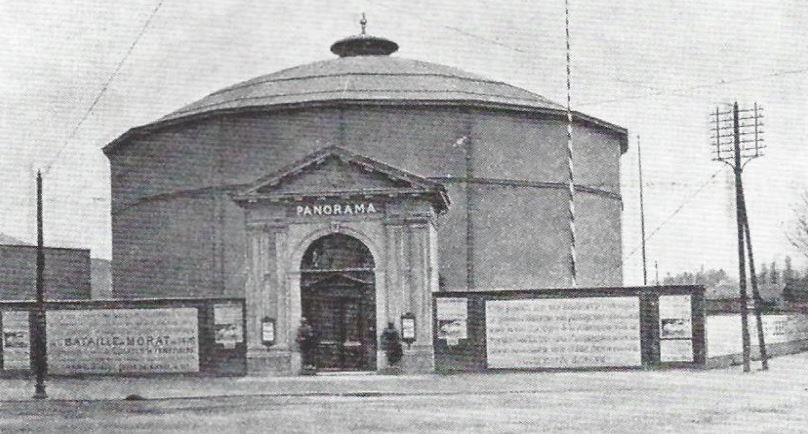
Grand Panorama de la Jonction in Genève (1899-1905)
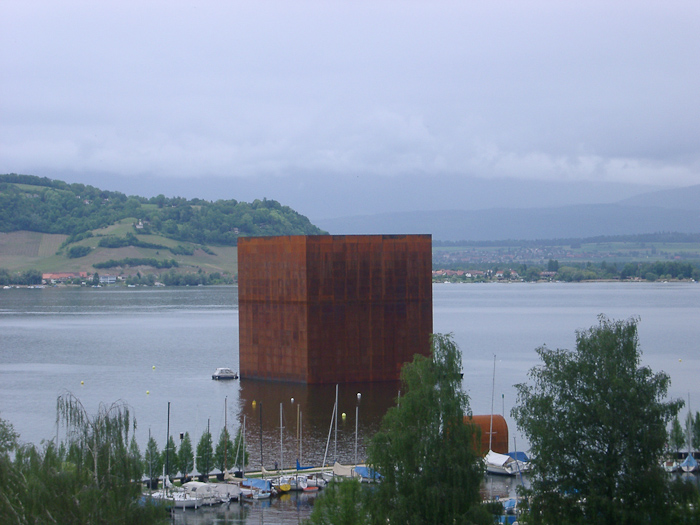
De Monoliet in het meer van Murten (2002)